# 马哈麻
马哈麻（Muhammad Khan，？—1415年），东察合台汗国第五任可汗，黑的儿火者的儿子，失兒馬黑麻、失兒阿里斡兀立之父。
1408年，沙迷查干死后，他继承汗位，国政掌握在埃米尔忽歹达手中。明成祖曾经派宦官把太、给事中傅安出使东察合台汗国。他在位期间，大兴土木。《拉失德史》曾赞誉马哈麻对伊斯兰教的虔诚。他强制男性蒙兀儿人佩戴缠头，不缠头的以马蹄铁钉入其头中。1415年，马哈麻去世，儿子失儿马黑麻，沙迷查干的儿子纳黑失只罕嗣位。